# Индуизм в Казахстане
Индуистская община Казахстана состоит главным образом из постоянно проживающих на территории республики выходцев из Индии и Непала, а также последователей Международного общества сознания Кришны. В Казахстане также имеются приверженцы таких неоиндуистских течений, как Брахма Кумарис, Сант мат, трансцендентальная медитация, сахаджа-йога, последователи Саи Бабы, адвайты, шиваизма. В Казахстане, Узбекистане и Туркмении проживает 2732 индуиста. В основном это индийские студенты и предприниматели. В 2000-е годы широкое освящение в СМИ получил международный скандал в связи с решением казахских властей снести храм Кришны и дома общины кришнаитов в окрестностях Алма-Аты.